# 温度グリーン関数
温度グリーン関数（おんどグリーンかんすう、英: temperature Green's function）または松原グリーン関数とは、次のように定義されるグリーン関数（伝播関数）{\displaystyle G_{A.B}^{t}}のことをいう。
{\displaystyle G_{A.B}^{t}=-\langle T_{r}{{\hat {A}}(\tau ){\hat {B}}(\tau ')}\rangle }
ここで{\displaystyle \tau =it}は虚時間、{\displaystyle \langle \cdot \rangle }はグランドカノニカル平均、{\displaystyle {\hat {A}}(\tau )=e^{{\hat {H}}\tau /\hbar }{\hat {A}}e^{-{\hat {H}}\tau /\hbar }}はハイゼンベルク表示を虚数の時間変数に拡張したものである。{\displaystyle T_{r}}は{\displaystyle \tau }と{\displaystyle \tau '}の大小関係に応じてウィックの演算子と同じ並べ替えをする演算子である。

## レーマン表示
温度グリーン関数は(反)周期性を持つ。よってこのフーリエ級数展開係数を{\displaystyle G_{A.B}^{t}(\omega _{n})}とすると、次のレーマン表示が成り立つ。
{\displaystyle G_{A.B}^{t}(\omega _{n})={\frac {1}{2\pi }}\int _{-\infty }^{\infty }{\frac {\rho _{AB}^{\pm }(\omega )}{i\omega _{n}-\omega }}d\omega }
ここで{\displaystyle \rho _{AB}^{\pm }(\omega )}は{\displaystyle \rho _{AB}^{\pm }(t,t')=\langle [A(t),B(t')]_{\mp }\rangle }のフーリエ変換である。

## 虚時間グリーン関数
先進グリーン関数や遅延グリーン関数が実時間についてのグリーン関数であるのに対し、温度グリーン関数は虚時間グリーン関数である。虚時間から実時間に移って物理量を計算するためには、複素振動数平面での解析接続が必要になる。

## 温度グリーン関数の摂動展開
温度グリーン関数は先進・遅延グリーン関数より抽象的であるが、摂動展開がウィックの定理によって単純な形になるためよく用いられる。
ファインマン・ダイアグラムを用いることで摂動展開の各項を見やすくし、系統的に計算することが出来る。